# Gonodonta nutrix
Gonodonta nutrix är en fjärilsart som beskrevs av Stoll 1780. Gonodonta nutrix ingår i släktet Gonodonta och familjen nattflyn. Inga underarter finns listade i Catalogue of Life.

## Bildgalleri

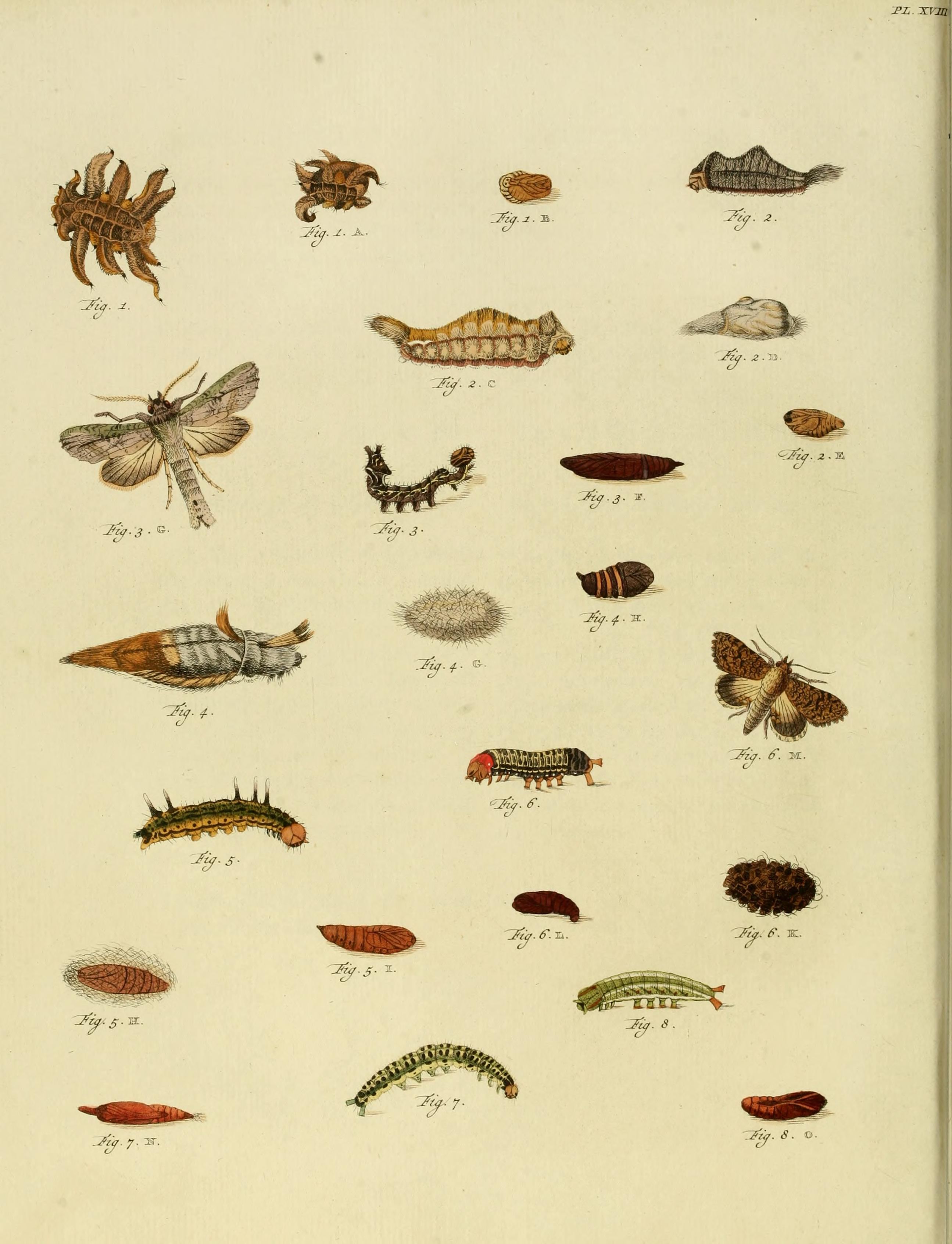
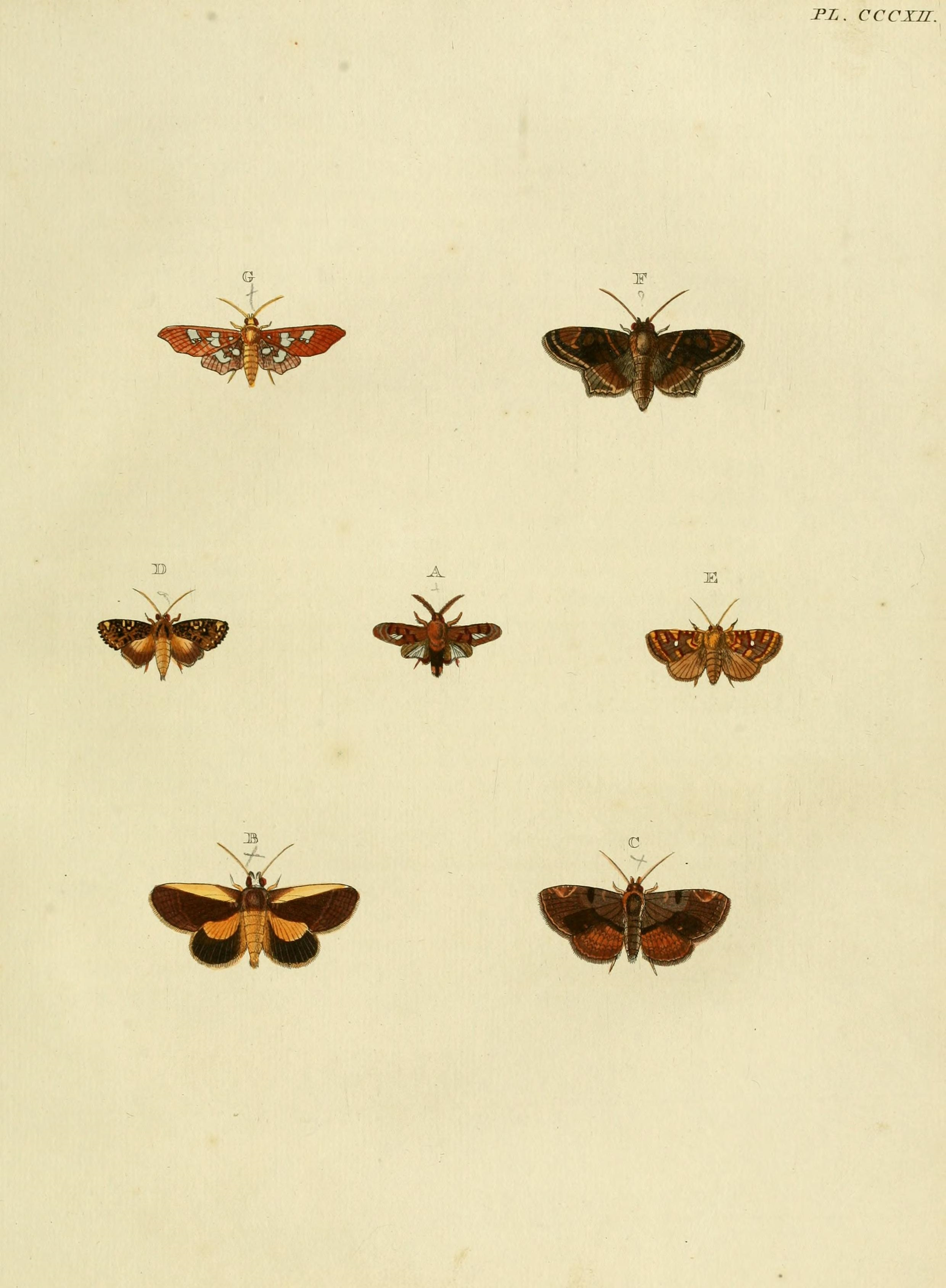
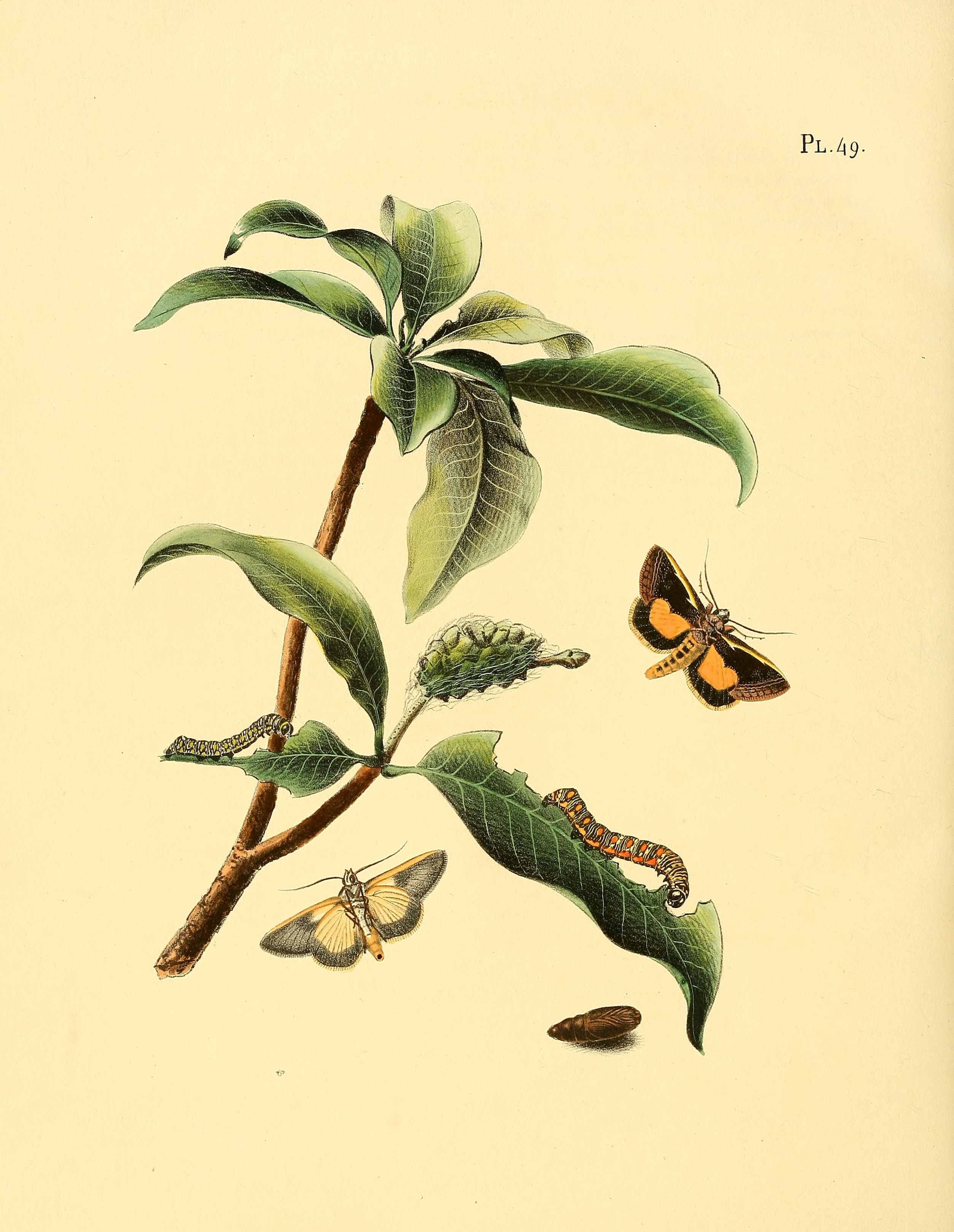